# Чорна металургія Ізраїлю
Чорна металургія Ізраїлю — галузь обробної промисловості Ізраїлю. Основу галузі становить виплавка сталі з металобрухту, що переважно є імпортним. Річна виплавка сталі в країні становить приблизно 300 тис. т.

## Історія
Залізна доба на території сучасного Ізраїлю і прилеглих територіях почалася приблизно у XII ст. до н. е.. Це був час появи в Ханаані нових різноманітних народів, серед яких були філістимляни та євреї. Появу технології одержання заліза з залізної руди у цьому регіоні пов'язують з філістимлянами, які, можливо, приховували її від інших народів. У Першій книзі Самуїловій говориться, що коваля не було по всім Ізраїлевім Краї, бо филистимляни сказали: «Щоб не робили євреї меча чи списа» (13:19 — 22). Пізніше мистецтво одержання заліза розповсюдилося серед інших народів регіону.
Історія чорної металургії сучасного Ізраїлю бере початок з будівництва на початку 1950-х років на півдні міста Акко перших металургійних і трубопрокатних заводів країни. Згодом тут утворилася промислова зона з кількома металургійними заводами, що одержала назву «Кір'ят-Плада» (івр. קרית - פְּלָדָה). На початку 1990-х років потреби Ізраїлю у первинній продукції чорної металургії значною мірою забеспечувалися сталеливарними заводами Кір'ят-Плада в Акко, що мали потужність 200 тис. т сталі на рік.

## Сировинна база
В Ізраїлі є невеликі поклади залізної руди. Найбільш відомими покладами залізної руди є гора Рамім на півночі Ізраїлю, поблизу міста Кір'ят-Шмона. Загальні запаси руди за оцінками початку 1980-х років становлять 40 млн т, вміст оксидів заліза в руді лише приблизно 28 %. Наявність заліза виявлено також у районі Паран поблизу зламу Мертвого моря. Там за оцінками поклади становлять 0,5 млн т з вмістом заліза 40 %. Були виявлені невеликі, але якісні поклади заліза в околицях гори Тавор, у Махтеш-Гадолі, плато Негев. У Махтеш-Рамоні виявлені багаті залізом каолініти і оксиди заліза.

## Сучасний стан
За даними 2019 року, в Ізраїлі виплавка сталі становила 300 тис. т на рік. Вся сталь виплавлялася у електропечах з металобрухту.
| Рік                                         | 2010 | 2011 | 2012 | 2013 | 2014 | 2015 | 2016 | 2017 | 2018 | 2019 |
| ------------------------------------------- | ---- | ---- | ---- | ---- | ---- | ---- | ---- | ---- | ---- | ---- |
| Сталь                                       | 300  | 300  | 300  | 300  | 300  | 300  | 300  | 300  | 300  | 300  |
| Імпорт напівпродуктів та готової продукції  | 1530 | 1808 | 1926 | 2164 | 2335 | 2651 | 2983 | 2828 | 3023 | 3183 |
| Експорт напівпродуктів та готової продукції | 47   | 59   | 35   | 17   | 7    | 6    | 5    | 8    | 10   | 3    |

## Компанії і підприємства чорної металургії

### Металургійні заводи «Кір'ят-Плада»
32°53′51.8″ пн. ш. 35°05′29.4″ сх. д. / 32.897722° пн. ш. 35.091500° сх. д.
Металургійні заводи «Кір'ят-плада» (івр. קרית - פְּלָדָה) у портовому місті Акко є одними з найдавніших металургійних заводів Ізраїлю. Потужніть заводу становить 200 тис. т сталі на рік.

## Виноски
1. 1 2 3   Steel Statistical Yearbook 2020 concise version (PDF). worldsteel.org. World Steel Association. 2020. Процитовано 23 травня 2022. (англ.)
2. ↑   Государство Израиль. Становление и развитие. — Библиотека-Алия, 1990. — С. 356. (рос.)
3. ↑   Gill, D. and Griffiths, J.C., 1984. Areal value assessment of the mineral resources endowment of Israel. Mathematical Geology, 16, No. 1, 37-89.
4. ↑   Bentor, Y.K. and Mart, J., 1984. The metallogenic map of Israel. In: Explanatory Memoir of the Metallogenic Map of Europe and Neighbouring Countries (F. Laffitte et al., Eds.), UNESCO, Paris, 537—541.
5. ↑   Gross, S., Matthews, A., Ilani, S., Ayalon, A. and Garfunkel, Z., 2006. Iron mineralization and dolomitization in the Paran Fault zone, Israel: implications for low-temperature basinal fluid processes near the Dead Sea Transform. Geofluids, 6, 137—153.
6. ↑   Ilani, S., Kronfeld, J. and Flexer, A., 1985. Iron-rich veins related to tructural lineaments, and the search for base metals in Israel. Jour. of Geochemical Exploration, 24, 197—206.
7. ↑   Ilani, S., Rosenthal., E., Kronfeld, J. and Flexer, A., 1988. Epigenetic dolomitization and iron mineralization along faults and their possible relation to the paleohydrology of southern Israel. Applied Geochemistry, 3, 487—498.
8. ↑   Rozenson, I., Zak, I. and Spiro, B., 1980. The distribution and behavior of iron in sequences of dolomites, clays and oxides. Chemical Geology, 31, 83-96.

| Прапор Ізраїлю | Це незавершена стаття про Ізраїль. Ви можете допомогти проєкту, виправивши або дописавши її. |